# À la recherche du koïlos perdu
Pour plus de détails, voir Fiche technique et Distribution.
À la recherche du koïlos perdu (Girl King) est un film canadien réalisé par Ileana Pietrobruno, sorti en 2002. Il s'agit d'un film de pirates joué par des drag kings.

## Synopsis
Un groupe de pirates parcourent les mers pour rendre des trésors volés à leurs propriétaires.

## Fiche technique
- Titre : À la recherche du koïlos perdu
- Titre original : Girl King
- Réalisation : Ileana Pietrobruno
- Scénario : Ileana Pietrobruno
- Musique : Amon Tobin
- Photographie : John Houtman
- Montage : Ileana Pietrobruno
- Production : Ileana Pietrobruno
- Société de production : Cosmopolitan Pictures
- Pays :  Canada
- Genre : Drame
- Durée : 80 minutes
- Dates de sortie : 
  -  États-Unis : 18 juin 2002 (Festival du film Frameline)

## Distribution
- Chrystal Donbrath-Zinga : Butch
- Michael-Ann Connor : Claudia
- Raven Courtney : le capitaine Candy
- Victoria Deschanel : la reine
- Joyce Pate
- Jonathan Sutton

## Distinctions
Le film a été présenté en sélection officielle lors de la Berlinale 2003 dans la section Panorama.
Le film a été également présenté de nombreux festivals de cinéma LGBT :
- Festival du film Frameline 2003
- Wicked Queer 2003
- Rainbow Reel Tokyo 2003
- Gaze 2003
- Q! Film Festival 2003
- Chéries-Chéris 2003
- Uppsala Queer Festival 2004
- Mezipatra 2004
- Buenos Aires Lesbian and Gay Film Festival 2005